# Bosc Comunal de Vallestàvia
El Bosc Comunal de Vallestàvia és un bosc del terme comunal de Vallestàvia, a la comarca del Conflent, de la Catalunya del Nord.
És un bosc petit, d'a penes 0,52 km², dividit en dos sectors diferents, distanciats un de l'altre. El sector més extens està situat al racó sud-oest del terme de Vallestàvia, prop del límit amb els termes de Vallmanya i d'Estoer, a les valls dels còrrecs de l'Avetosa i de la Roqueta, que s'uneixen en el de la Font Fresca. El més petit, conegut com a l'Alzinar, és al nord-est del terme, a llevant del Mas Racola i a ponent del Mas d'en Cugat.
El bosc està sotmès a una explotació gestionada per la comuna de Vallestàvia, atès que es bosc és propietat comunal. Té el codi F16279C dins de l'ONF (Office national des forêts).